# الهرم المقطوع
الهرم المقطوع هو هرم متعدد السطوح يتم تكوينه عن طريق قطع هرم اصغر من الجزء الاعلى الحاد للهرم الاساسي ويكون القطع بمستوى موازٍ للقاعدة.
الهرم المقطوع له قاعدتان . المسافة بين القواعد تسمى ارتفاع الهرم المقطوع. الصفحات الجانبية للهرم الأساسي هي شبه منحرفه .

## اتساع الهرم
حساب حجم الهرم الأساسي الداخلي 
{\displaystyle \!V={\frac {h}{3}}(S_{1}+{\sqrt {S_{1}\cdot S_{2}}}+S_{2}),}
معنى h هو الارتفاع من اسفل الهرم الى اعلاه
معنى V هو حجم اتساع الهرم الداخلي
و S 1 و S 2 هي الصفحات.